# Mauricio Arrasco
José Mauricio Arrasco Calderón (Lima, 26 de mayo de 2004) es un futbolista peruano. Juega como mediocentro ofensivo y su equipo actual es Alianza Universidad de la Liga 2 de Perú, a préstamo de Alianza Lima.

## Palmarés

### Torneos cortos
| Título          | Club         | País | Año  |
| --------------- | ------------ | ---- | ---- |
| Torneo Apertura | Alianza Lima | Perú | 2023 |